# Popillia gabonensis
Popillia gabonensis är en skalbaggsart som beskrevs av Machatschke 1975. Popillia gabonensis ingår i släktet Popillia och familjen Rutelidae. Inga underarter finns listade i Catalogue of Life.